# 耶德利切

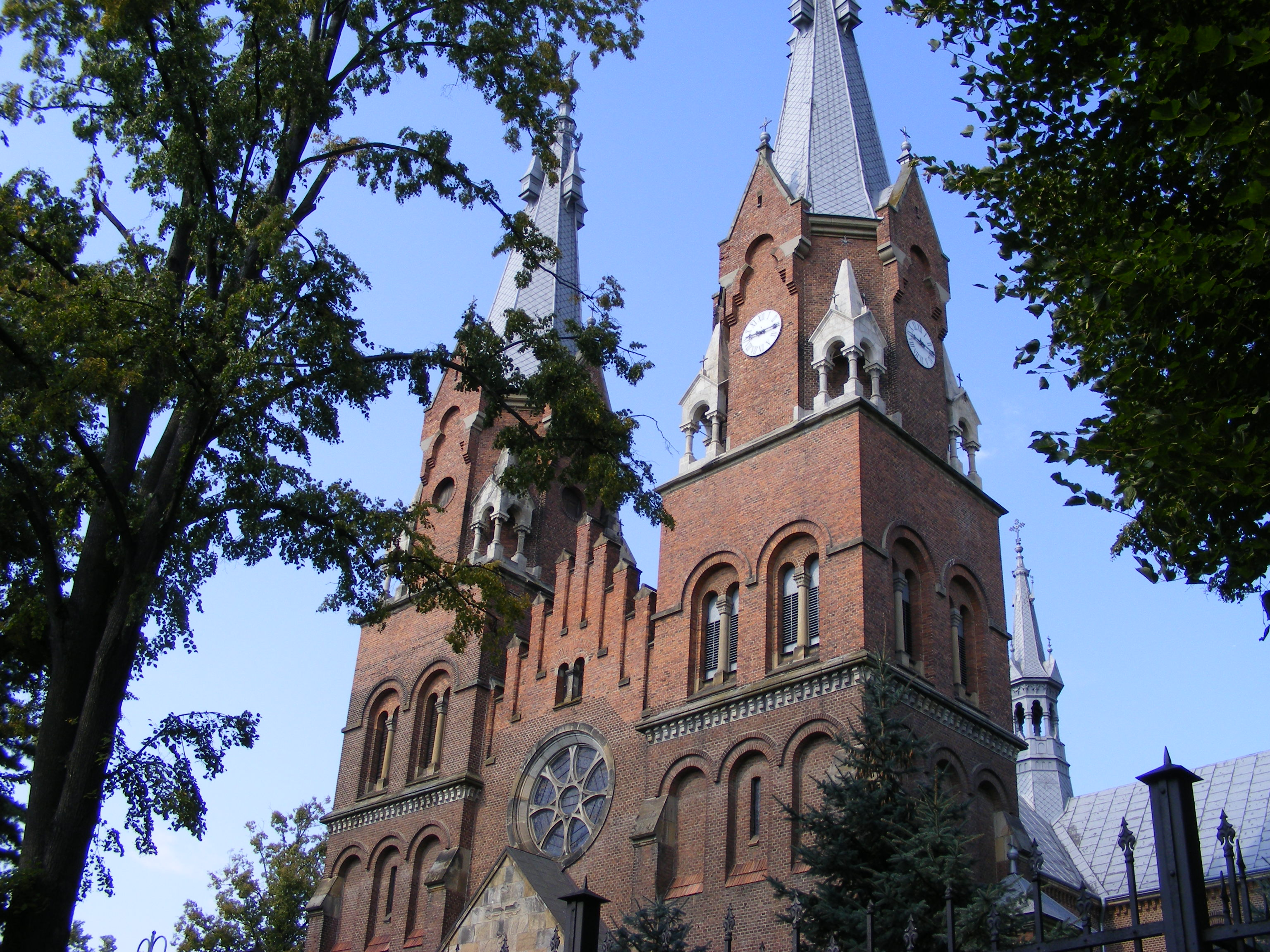

耶德利切是波蘭的城鎮，位於該國東南部，距離與斯洛伐克接壤邊境約35公里，由喀爾巴阡山省負責管轄，面積10.6平方公里，2006年人口5,593。第二次世界大戰期間，納粹德國在1939年9月至1945年1月期間佔領該鎮。